# Por una cabeza
Por una cabeza (in spagnolo: Per una testa [di cavallo] che, nel gergo ippico, è l'equivalente dell'espressione italiana Per un'incollatura) è un popolare tango argentino composto, nel 1935, da Carlos Gardel (musiche) e Alfredo Le Pera (testi).

## Testo
Il testo della canzone fa riferimento ad un compulsivo giocatore d'azzardo alle corse dei cavalli che compara la sua dipendenza dal gioco con l'attrazione per le donne.

## Musica
Melodia e armonia concordano, nel secondo distico, nel Rondò per violino e orchestra in do maggiore di Mozart (KV 373).

## Influenza culturale
Il brano è stato utilizzato diffusamente come tema musicale nel cinema e nella televisione. 
Scene di tango con le musiche di Por una cabeza compaiono nei film Delicatessen (1991), Scent of a Woman - Profumo di donna (1992), Schindler's List - La lista di Schindler (1993), True Lies (1994), Babbo bastardo (2003), Tutti gli uomini del re (2006), Un matrimonio all'inglese (2008), Planet 51 (2009), Non succede, ma se succede... (2019); nel film Frida (2002) la radio trasmette la canzone cantata da Gardel.
Nel 2019 viene inserita nella colonna sonora del film francese La belle époque.
La stessa canzone è presente anche nell'episodio 37 (Tommy Bolton) della serie televisiva statunitense Nip/Tuck, nell'episodio 9 della serie coreana Sweet Spy (달콤한 스파이, 2005-2006), nell'episodio Nella tana del coniglio della serie CSI: NY, nei crediti iniziali e finali della serie coreana I'm Sorry, I Love You (미안하다 사랑한다, 2004) e anche una delle theme song del manga e anime Bleach.
Por una cabeza è citata, inoltre, in Good News! Nilda is Back del compositore statunitense David Del Tredici, mentre l'accordo iniziale è stato ripreso in Gondolì gondolà, canzone terza classificata al Festival di Sanremo 1962.
È presente anche nella scena finale dell'ultimo episodio della miniserie britannica A Discovery of Witches - Il manoscritto delle streghe (2022), ballato dai protagonisti Matthew e Diana (Matthew Goode e Teresa Palmer).

## Versioni strumentali
- Itzhak Perlman (violino)
- Nicola Benedetti (violino)